# موریس استانبرو

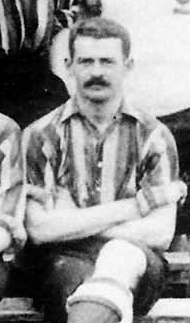
موریس استانبرو

موریس استانبرو (به انگلیسی: Maurice Stanbrough) بازیکن فوتبال زادهٔ ۲ سپتامبر ۱۸۷۰ اهل کشور انگلستان بود که سابقهٔ بازی در تیم ملی فوتبال انگلستان را در کارنامهٔ خود دارد. وی در تاریخ ۱۸ مارس ۱۸۹۵ تنها بازی ملی خود را در مقابل تیم ملی فوتبال ولز انجام داد.